# Speocirolana hardeni
Speocirolana hardeni is een pissebed uit de familie Cirolanidae. De wetenschappelijke naam van de soort is voor het eerst geldig gepubliceerd in 1992 door Thomas Elliot Bowman III.